# يورانينيت

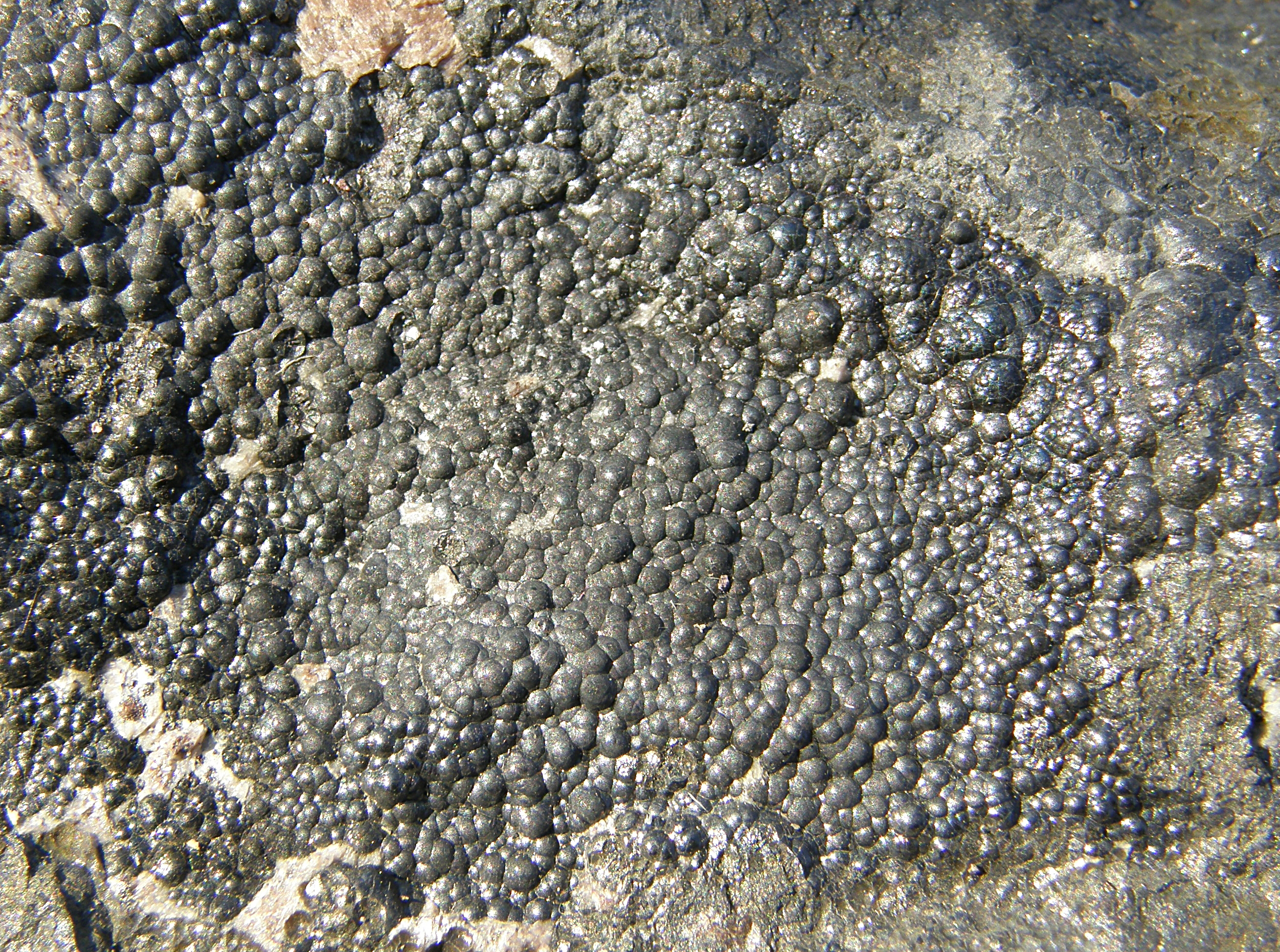
صورة لخام البتشبلند في أحد المناجم الألمانية

اليورانينيت (Uraninite) أو البتشبلند (بالإنجليزية: pitchblende)‏ هو خام معدني نشط إشعاعياً يتكون بشكل أساسي من ثاني أكسيد اليورانيوم (UO2) مع نسب من ثالث أكسيد اليورانيوم (UO3) وأكاسيد الرصاص والثوريوم وعناصر أرضية نادرة كالروديوم. عرف خام اليورانينيت منذ القرن الخامس عشر الميلادي على أقل تقدير في مناجم الفضة في مرتفعات إرتسيبيرغه (بالألمانية Erzgebirge) بألمانيا، إلا أنه يتركز بشكل أكبر في ياتشيموف بجمهورية التشيك، وهو الموقع الذي وصف فيه بروكمان الخام سنة 1727. وقد استخلص كلابروث عنصر اليورانيوم من خام البتشبلند المستخرج من مدينة يوهانجورجنشتات (بالألمانية Johanngeorgenstadt) الألمانية سنة 1789.